# Icelandic Airlines
Loftleiðir HF, известная как Icelandic Airlines (сокращенно IAL) или Loftleiðir Icelandic — бывшая частная исландская авиакомпания со штаб-квартирой на территории аэропорта Рейкьявика, которая выполняла в основном трансатлантические рейсы. Пионер в области бюджетных авиакомпаний.

## История
Loftleiðir была основана 10 марта 1944 года Альфредом Элиассоном и двумя другими молодыми исландскими пилотами, только что вернувшимися с лётной подготовки в Канаде. Первый прибыльный рейс (из Рейкьявика в Исафьордюр) состоялся 6 апреля того же года. В первые годы внутренние рейсы из аэропорта Рейкьявика выполнялись на самолётах типа Douglas DC-3, Consolidated PBY Catalina, Stinson Reliant, Grumman Goose, Noorduyn Norseman, Avro Anson и Stinson L-1 Vigilant. Первый международный рейс (из Рейкьявика в Копенгаген) на самолете Douglas DC-4 состоялся 17 июня 1947 года, в Национальный день Исландии.
В 1979 году была объединена с Air Iceland в Icelandair.